# Clement Quartey
Clement Isaac "Ike" Quartey, född 12 april 1938 i Accra, död 2 november 2024 i Storbritannien, var en ghanansk boxare.
Quartey blev olympisk silvermedaljör i lätt weltervikt i boxning vid sommarspelen 1960 i Rom.